# Morawa (langue)
Pour les articles homonymes, voir Morawa.
Le morawa est une langue papoue parlée en Papouasie-Nouvelle-Guinée dans la province centrale.

## Classification
Le morawa est une des langues mailuanes, une des familles de langues papoues.

## Sources
- (en) Harald Hammarström, Robert Forkel, Martin Haspelmath, Sebastian Bank, Glottolog, Morawa.